# Beethoven Virus
Pour les articles homonymes, voir Beethoven (homonymie).
Beethoven Virus (en coréen : 베토벤 바이러스) est une série télévisée sud-coréenne en 18 épisodes réalisée par Lee Jae-gyu et diffusée entre le 11 septembre et le 12 novembre 2008 sur la chaîne MBC.
Cette série est inédite dans tous les pays francophones.
Ce drame est le premier à dépeindre la vie des musiciens classiques et l'orchestre en Corée. L'histoire est basée sur les moments les plus splendides de trois musiciens : * Kim Myung-min : Kang Geun Woo/ Kang Ma-e
- Lee Ji-ah : Du Ru Mi
- Jang Geun-suk : Kang Gun Woo.

## Synopsis
Kang ma eh est un chef d'orchestre approchant la quarantaine. Célèbre pour son talent et son perfectionnisme, il a malheureusement un "fort" caractère et a des difficultés à créer des liens avec des personnes. Il pense être le seul à réellement pouvoir créer et comprendre la musique. 
Du Ru Mi - jeune violoniste - décide de former un orchestre d'après la demande du maire ; cependant après un revers de situation, elle se retrouve avec très peu de membres de l'orchestre initial et surtout... sans chef d'orchestre.
Un jeune policier Kang Gun Woo trompettiste à ses heures perdues possède un véritable don pour la musique mais est malheureusement inconscient de son talent.
Leur passion commune va les amener à se rencontrer tous les trois.

## Distribution

### Acteurs principaux
- Kim Myung-min : Kang Geun Woo/ Kang Ma-e
- Lee Ji-ah : Du Ru Mi
- Jang Geun-suk : Kang Gun Woo

### Acteurs secondaires
- Hyeon Jyu Ni: Ha hi-deun (flûte)
- Jeong Seok Yong : Park Hyeok-kwon (contrebasse)
- Kim Yong Min : Jeong Myeong-hwan
- Lee Han Wie : Kang Chun-bae
- Lee Soon Jae : Kim Gap-yong (hautbois)
- Park Cheol Min : Bae Yong-gi (trompette)
- park Gil Su : Kim Kye-jang
- Song Ok Suk : Jeong Hee-yeon (violoncelle)

## Production
- Société de production : Kim Jong Hak Production
- Producteur en chef : Oh Kyung Hoon
- Producteur : Garez Chang Shik
- Directeur : Lee Jae-gyu
- Scénariste : Hong Jin Oh, Hong Ja Bélier

## Récompenses
- 2009 Séoul Récompenses de Drama Internationales : la Meilleure Image - Mini Récompense de Série
- 2009 36e Récompenses d'Association de Radiodiffusion de coréen : la Meilleure prestation d'Acteur (Minute de Kim Myung)
- 2009 45e Récompenses d'Arts Baeksang : la meilleure prestation d'acteur de TV (Minute de Kim Myung)
- 2008 21e Récompenses de Producteurs de la Corée : la meilleure prestation de Drame de TV
- 2008 Récompenses de Drama MBC : Daesang (Grand Prix) (Minute de Kim Myung)
- 2008 Récompenses de Drama MBC : Drama récompense de la meilleure prestation de l'année.
- 2008 Récompenses de Drama MBC : du meilleur nouvel acteur (Jang Geun-suk)
- 2008 Récompenses de Drame MBC : Récompense de LIVRE spéciale (Lee Jae Kyu)
- 2008 Récompenses de Drama MBC : Récompense Agissante D'or - le Second rôle masculin (Gare la Minute Chul)
- 2008 Récompenses de Drama MBC : Récompense Agissante D'or - Acteur À mi-niveau (Chanson Ok Sook)
- 2008 Récompenses de Drama MBC : meilleur auteur de l'Année (Hong Jin Oh et Hong Ja Bélier)
- 2008 Récompenses de Crasse : Récompense Spéciale (Chanson Dans - hyuk et Hong Chanté-wook)
- Société d'Assemblée nationale de 2008 de Culture Populaire et Récompenses Médiatiques : le Drame le plus populaire en 2008
- 2008 9e Récompenses de Journaliste : La meilleure Performance de Radiodiffusion (Minute de Kim Myung)
- 2008 3e Festival de Drame de la Corée